# Cake to Bake
«Cake to Bake» (укр. Спекти торт) — пісня у виконанні латвійської поп-групи «Aarzemnieki», з якою вони представили Латвію на конкурсі пісні «Євробачення 2014».

## Відбір
Пісня обрана 22 лютого 2014 на національному відборі Латвії на «Євробачення», що дозволило латвійської групі представити свою країну на міжнародному конкурсі пісні «Євробачення 2014» в Копенгагені, Данія. 